# Sena de Luna
Sena de Luna è un comune spagnolo di 480 abitanti situato nella comunità autonoma di Castiglia e León.